# گوردون میچل
گوردون میچل (انگلیسی: Gordon Mitchell؛ ‏ ۲۹ ژوئیهٔ ۱۹۲۳ – ۲۰ سپتامبر ۲۰۰۳)بازیگر اهل ایالات متحده آمریکا بود.

## گزیده فیلمشناسی
- مرد بازو طلایی (۱۹۵۵)
- ده فرمان (۱۹۵۶)
- دور دنیا در هشتاد روز (۱۹۵۶)
- شیرهای جوان (۱۹۵۸)
- بوکانیر (۱۹۵۸)
- ریو براوو (۱۹۵۹)
- اسپارتاکوس (۱۹۶۰)
- ولکان، پسر ژوپیتر (۱۹۶۲)
- تهاجم ۱۷۰۰ (۱۹۶۲)
- خشم آشیل (۱۹۶۲) - آشیل
- انتقام خانم مورگان (۱۹۶۵)
- بکش یا بمیر (۱۹۶۶)
- قاتل مادرزاد (۱۹۶۷)
- انعکاس در چشمان طلایی (۱۹۶۷)
- جایی در جهنم به تو خواهم داد (۱۹۶۷)
- هفت ضربدر هفت (۱۹۶۸)
- فراتر از قانون (۱۹۶۸)
- ریتای غرب (۱۹۶۸)
- ساتیریکون فلینی (۱۹۶۹)
- برای تابوتی پر از دلار (۱۹۷۱)
- سرتو بدزد… مرد (۱۹۷۱)
- مکان قرار ملاقات (۱۹۷۲)
- بکش کنار! الدورادو به ترینیتی می‌آید (۱۹۷۲)
- برده نازنینم (۱۹۷۳)
- مرد خانواده (۱۹۷۴)
- دو تپانچه مگنوم ۳۸ برای شهری از اشرار (۱۹۷۵)
- مشت، دلار و اسفناج (۱۹۷۸)
- دکتر جکیل و بانوی مهربان (۱۹۷۹)
- خانم دکتر ملوانان را بیشتر می‌پسندد (۱۹۸۱)
- اینچئون (۱۹۸۱)
- قاچاق الماس (۱۹۸۲)
- او (۱۹۸۴)
- نامزد (۱۹۸۹)